# Acis autumnalis
Acis autumnalis är en amaryllisväxtart som först beskrevs av Carl von Linné, och fick sitt nu gällande namn av Robert Sweet. Acis autumnalis ingår i släktet Acis och familjen amaryllisväxter. Inga underarter finns listade i Catalogue of Life.

## Bildgalleri

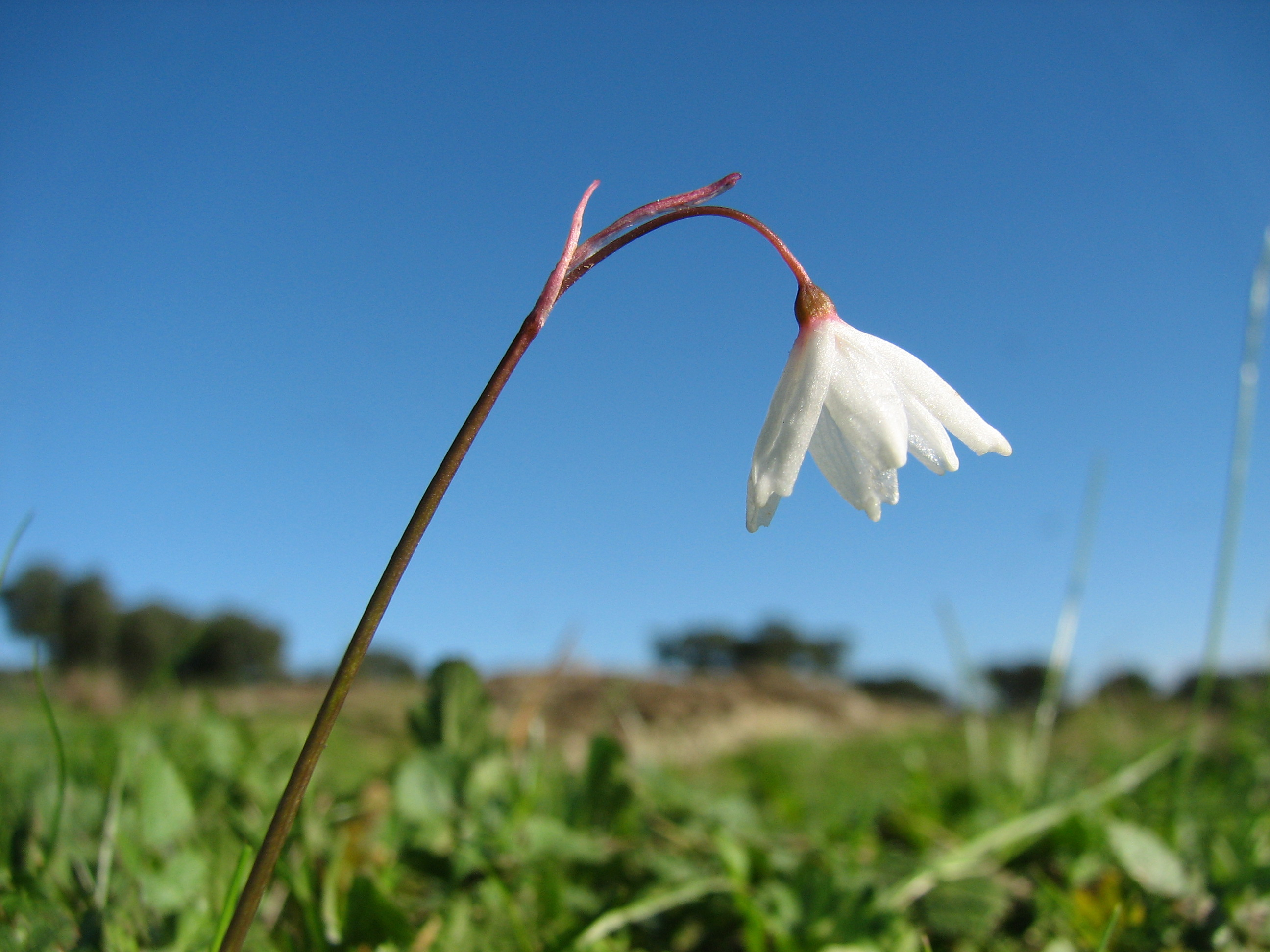
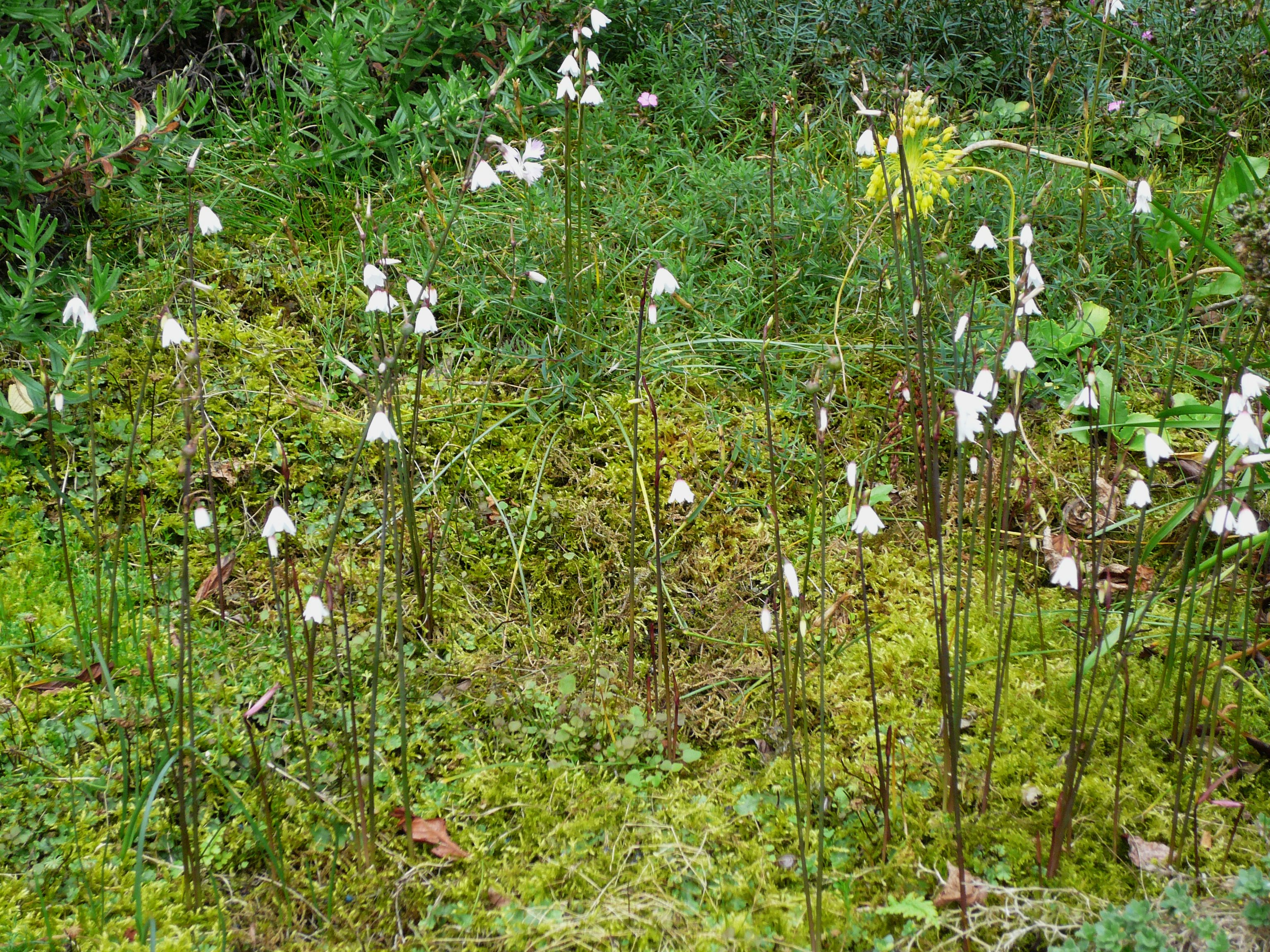
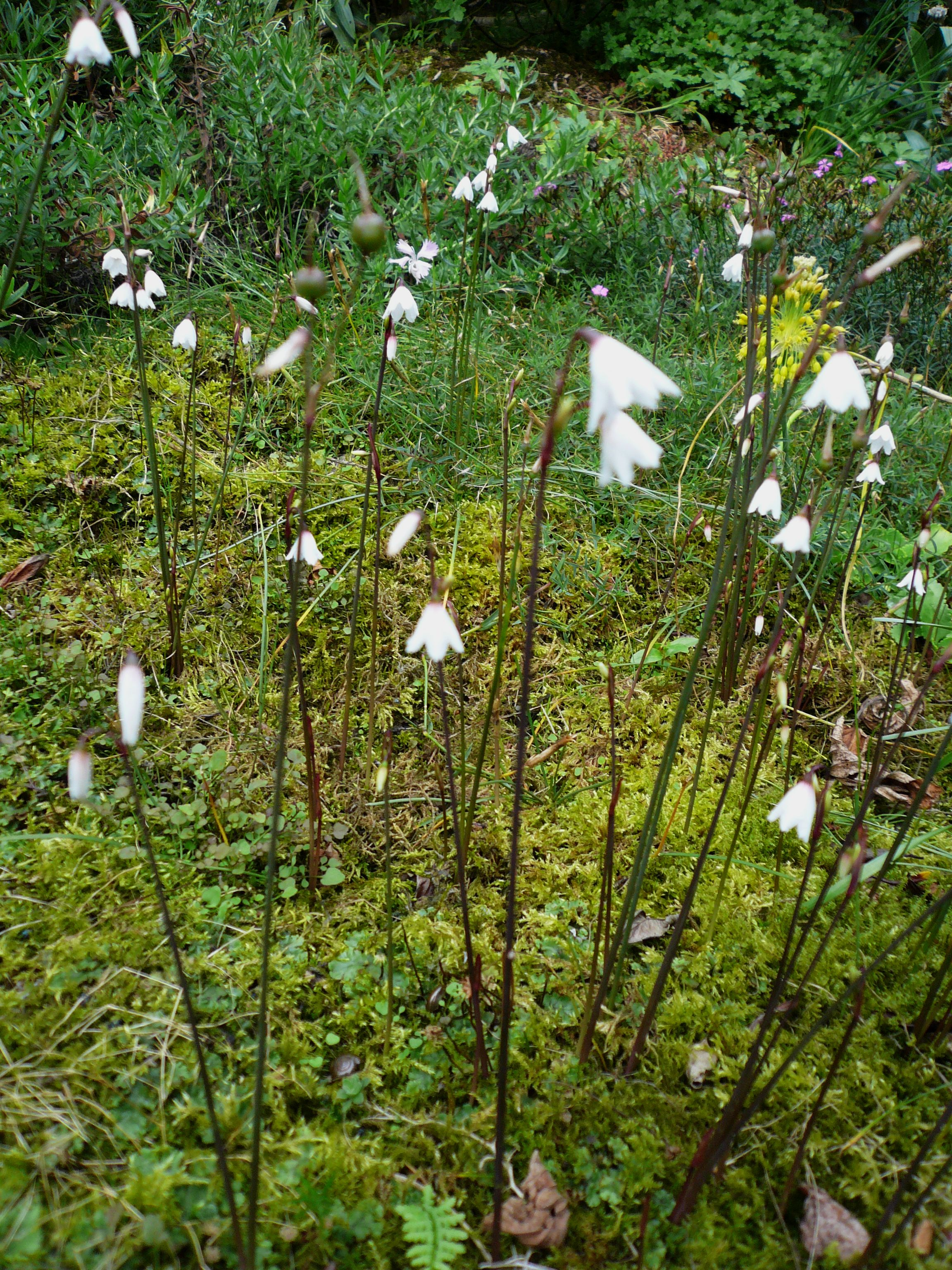
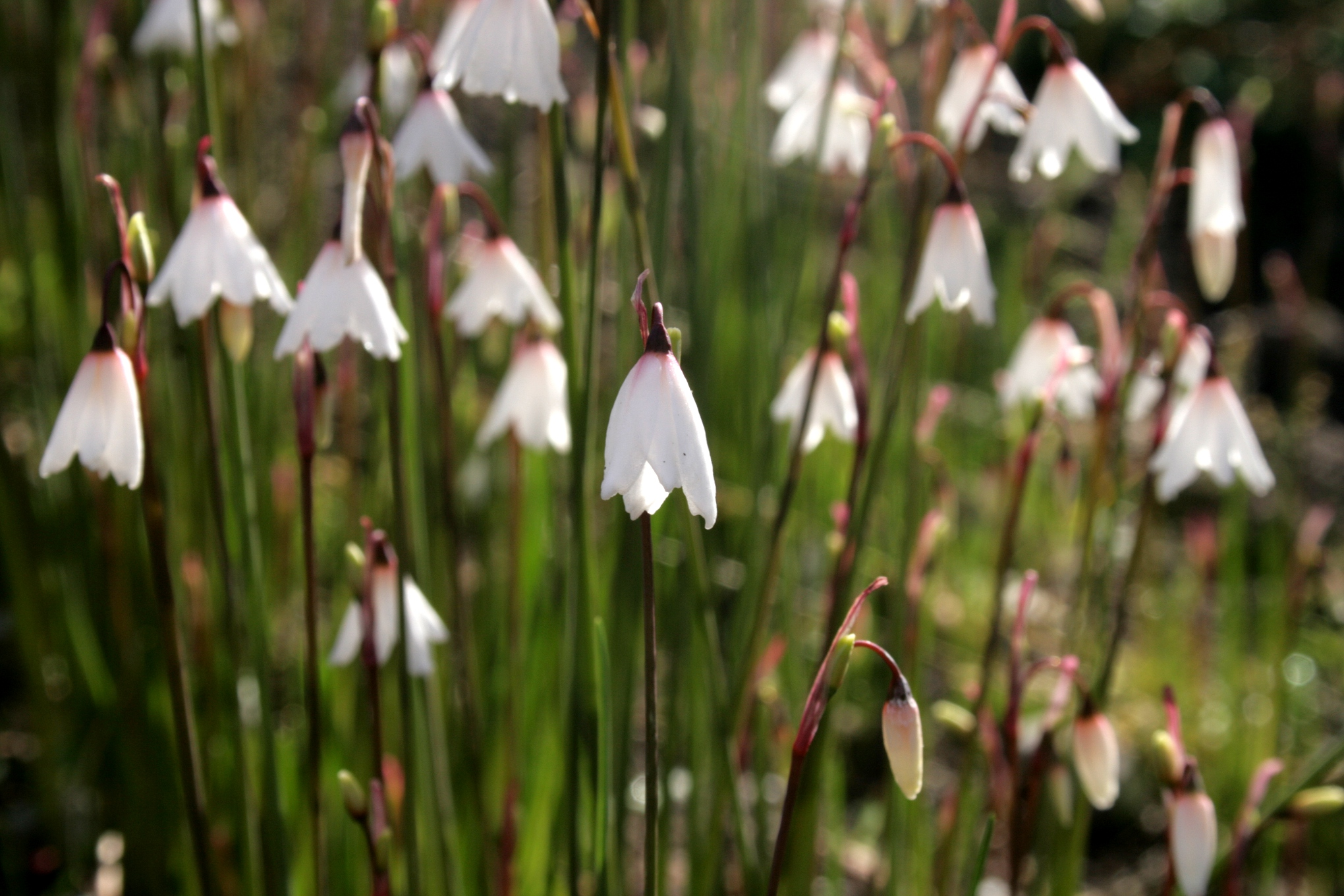
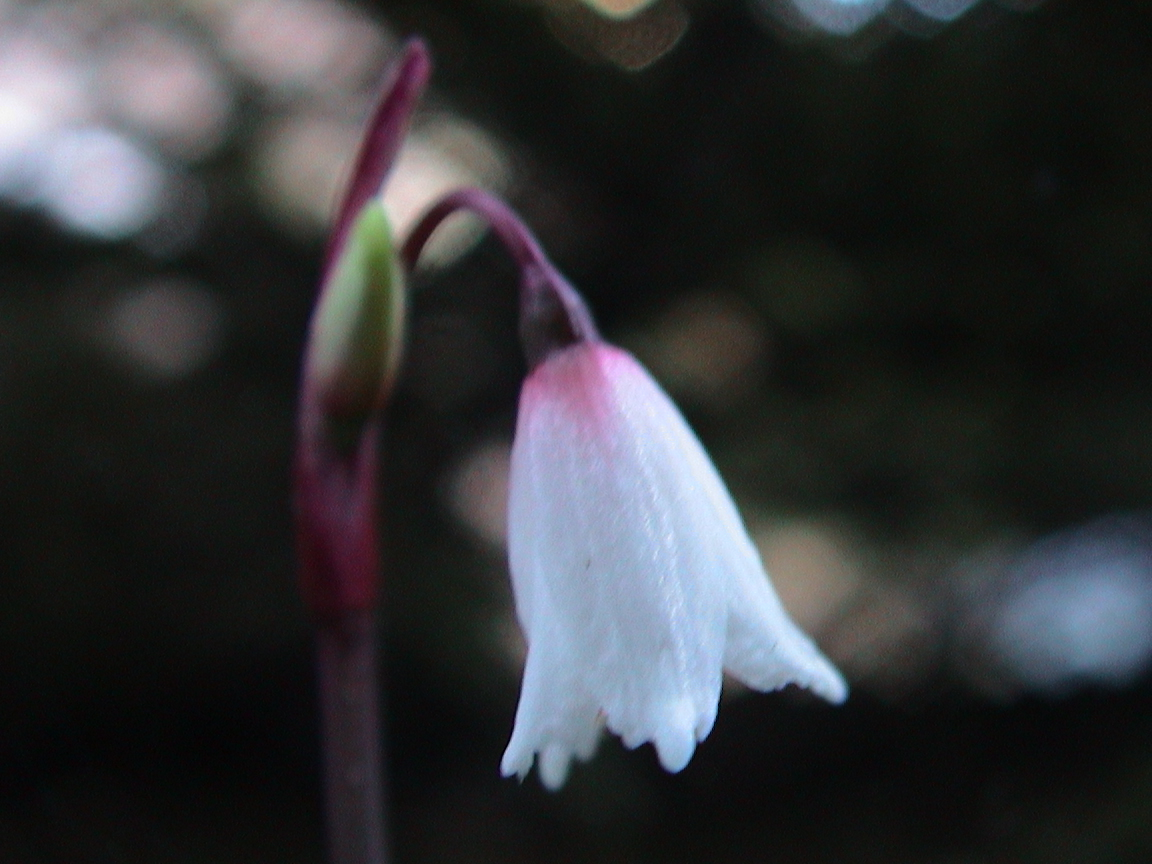
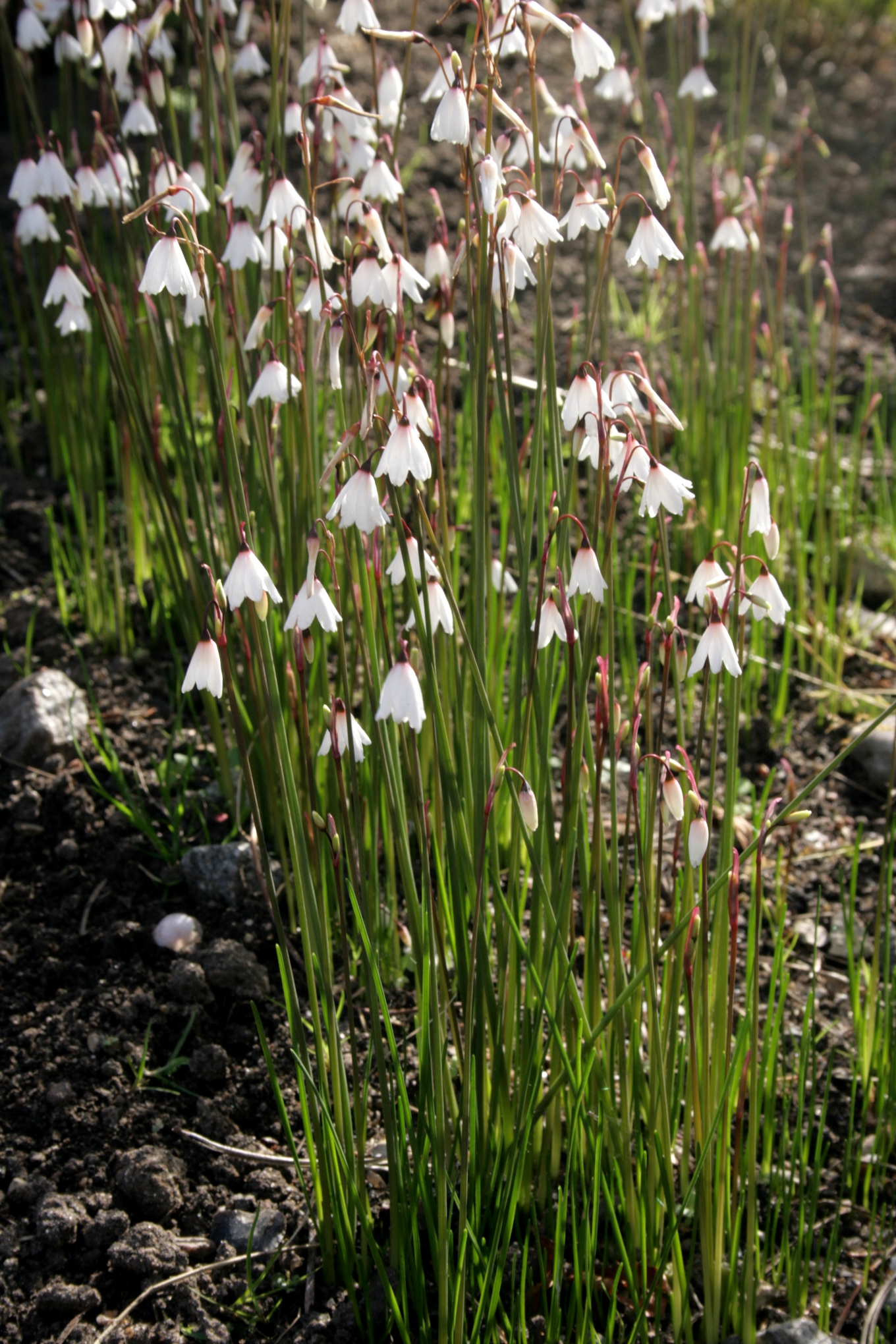